# East Newark
East Newark est un borough du comté de Hudson au New Jersey, aux États-Unis.

## Géographie
Selon le Bureau du recensement américain, l'arrondissement a une superficie totale de 32 hectares.
L’arrondissement est limité au nord par Kearny, au sud-est par Harrison, et à l'ouest par la rivière Passaic en face de laquelle se trouve Newark dans le comté d'Essex.